# Mareva Georges
Mareva Georges (Polinesia Francese, 1971) è una modella francese, vincitrice del titolo di Miss Francia 1991.
È stata eletta quarantaquattresima Miss Francia, dopo essere stata incoronata Miss Tahiti 1990. È la nipote di Edna Tepava Miss Tahiti 1973 e Miss Francia 1974.
In seguito Mareva Georges ha partecipato a Miss Mondo 1991 e Miss Universo 1991. Attualmente è ambasciatrice del turismo a Tahiti ed è presidentessa dell'organizzazione di Miss Tahiti.